# 塔拜勒巴拉區

塔拜勒巴拉區（阿拉伯语：‎），是阿爾及利亞的行政區，位於該國西部，由貝沙爾省負責管轄，首府設於塔拜勒巴拉，面積50,560平方公里，2008年人口5,248，人口密度每平方公里0.1人。